# Cristianización del Kanato de Rus
La cristianización del jaganato de Rus presumiblemente ocurrió en los 860 y constituyó la primera etapa en el proceso de cristianización de los eslavos orientales que prosiguió en el siglo XI. A pesar de su evidente importancia histórica y cultural, resulta extremadamente dificultoso revivir lo sugerido en los registros, tanto que la conversión posterior de la Rus de Kiev iniciada por Vladimiro I, omite toda mención de la evangelización anterior.